# Браш-Форк (Західна Вірджинія)
Браш-Форк (англ. Brush Fork) — переписна місцевість (CDP) в США, в окрузі Мерсер штату Західна Вірджинія. Населення — 1065 осіб (2020).

## Географія
Браш-Форк розташований за координатами 37°16′38″ пн. ш. 81°14′21″ зх. д. / 37.27722° пн. ш. 81.23917° зх. д. (37.277342, -81.239213).  За даними Бюро перепису населення США в 2010 році переписна місцевість мала площу 4,93 км², з яких 4,92 км² — суходіл та 0,00 км² — водойми.

## Демографія
Згідно з переписом 2010 року, у переписній місцевості мешкало 1197 осіб у 537 домогосподарствах у складі 337 родин. Густота населення становила 243 особи/км².  Було 612 помешкання (124/км²).
Расовий склад населення:
| - 94,9 % — білих - 3,1 % — чорних або афроамериканців - 0,6 % — азіатів |

До двох чи більше рас належало 1,3 %. Частка іспаномовних становила 1,0 % від усіх жителів.
За віковим діапазоном населення розподілялося таким чином: 21,1 % — особи молодші 18 років, 63,8 % — особи у віці 18—64 років, 15,1 % — особи у віці 65 років та старші. Медіана віку мешканця становила 38,6 року. На 100 осіб жіночої статі у переписній місцевості припадало 86,2 чоловіків;  на 100 жінок у віці від 18 років та старших — 81,9 чоловіків також старших 18 років.
Середній дохід на одне домашнє господарство  становив 39 862 долари США (медіана — 32 642), а середній дохід на одну сім'ю — 49 027 доларів (медіана — 36 852). За межею бідності перебувало 16,8 % осіб, у тому числі 16,5 % дітей у віці до 18 років та 16,0 % осіб у віці 65 років та старших.
Цивільне працевлаштоване населення становило 534 особи. Основні галузі зайнятості: роздрібна торгівля — 31,3 %, освіта, охорона здоров'я та соціальна допомога — 30,0 %, мистецтво, розваги та відпочинок — 15,7 %, будівництво — 7,7 %.